# Pierre-André Fournier
Pour les articles homonymes, voir Fournier.
Pierre-André Fournier (né le 8 juin 1943 à Plessisville et mort le 10 janvier 2015 à Rimouski) est archevêque de Rimouski à partir de 2008 et président de l'Assemblée des évêques catholiques du Québec à partir de 2011.

## Biographie
Pierre-André Fournier est natif de Plessisville dans le Centre-du-Québec au Québec.
Il entre au Grand Séminaire de Québec en 1963 et obtient une licence en théologie de l'Université Laval.
Il est ordonné prêtre le 10 juin 1967 par le cardinal Maurice Roy.
Ensuite, il part étudier l'anglais aux États-Unis et obtient une maîtrise en pastorale scolaire à l'Université de Sherbrooke.
De 1983 à 1995, il est le curé de la paroisse de Saint-Roch à Québec, où il est connu comme un curé solidaire des personnes marginalisées et en situation de pauvreté.
De 1998 à 2003, il est le curé des paroisses de Notre-Dame-de-Foy, de Saint-Denys, de Sainte-Geneviève et de Saint-Mathieu à Sainte-Foy.
Il est nommé évêque auxiliaire de Québec et évêque titulaire de Diana (de) le 11 février 2005 par le pape Jean-Paul II,.
Il est ordonné à l'épiscopat le 10 avril 2005 par le cardinal Marc Ouellet.
Il est nommé archevêque de Rimouski le 2 juillet 2008 pour succéder à Bertrand Blanchet et mentionne alors son intérêt à œuvrer dans un environnement où se côtoient des secteurs urbains et ruraux. Son entrée en fonction a lieu en septembre 2008.
De 2011 à 2015, il est également le président de l'Assemblée des évêques catholiques du Québec,.
Il meurt de problèmes cardiaques le 10 janvier 2015, à l'hôpital régional de Rimouski, après avoir subi quatre pontages coronariens et une intervention à l'aorte le 17 décembre à l'Institut universitaire de cardiologie et pneumologie de Québec,.